# Безмонетный период
Безмонетный период — период в истории денежного обращения Древней Руси, характеризовавшийся почти полным отсутствием в обращении как иностранных, так и отечественных монет. Начался этот период в XII веке и закончился в XIV веке.

## Краткая характеристика периода
Собственные месторождения серебра были открыты в России только в XVIII веке, до того денежное хозяйство страны целиком зависело от притока этого металла, прежде всего в виде монеты, из-за границы. В XII веке этот приток начинает сокращаться с западного направления (предположительно из-за усиления немецких рыцарских орденов в Прибалтике и начала регулярных военных действий между ними и западными княжествами; см. статью «Расселение немцев на восток»), а в XIII веке — и с восточного (очевидно, это было вызвано татаро-монгольским нашествием).
Начиная с установления татаро-монгольского ига, хозяйство древнерусских княжеств всё больше приобретает натуральные черты, а основной функцией денег становится функция средства накопления: монеты тезаврируются и оседают в кладах. Этот период и получил название безмонетного, охватив XII, XIII и часть XIV века.
В качестве средства обращения использовались товарные деньги. Крупные расчёты производились с помощью крупного рогатого скота и серебряных слитков — гривен; для мелких расчётов использовался мех, иногда стеклянные браслеты, бусы, пряслица и другие стандартные изделия древнерусских промыслов. В ряде случаев функции денег выполняли даже ракушки каури, которые в Сибири сохранили своё значение в качестве мелкой разменной монеты до начала XIX века.
Окончание безмонетного периода связано с постепенным восстановлением торговых связей (как внутренних, так и внешних), с началом распространения джучидских монет (серебряных дирхемов и медных пул Золотой Орды), а также с началом чеканки рядом древнерусских княжеств собственных монет.

## Деньги безмонетного периода
- Гривны
- Скот
- Мех
- Пряслица
- Ракушки каури

## Безмонетные периоды в других государствах
Безмонетный период — явление, которое было характерно не только для Древней Руси. Так, например, в Волжской Булгарии такой период, вызванный истощением серебряных месторождений, начался в конце X века и продолжался до конца XII века. Начало периода характеризовалось остановкой чеканки собственных монет в Булгаре и Суваре в X веке и прекращением притока куфических дирхемов со второй четверти XI века. Предполагаемое окончание периода — конец XII — начало XIII века, когда выпуск собственных монет в Волжской Булгарии возобновляется.